# 3807 Pagels
3807 Pagels è un asteroide della fascia principale. Scoperto nel 1981, presenta un'orbita caratterizzata da un semiasse maggiore pari a 2,2532900 UA e da un'eccentricità di 0,1673612, inclinata di 4,29654° rispetto all'eclittica.